# Reach
Reach es el primer álbum de larga duración de la banda de  metalcore Eyes Set to Kill. Fue publicado el 19 de febrero de 2008 y alcanzó el puesto  #29 en el Billboard Top Heatseekers. El álbum incluye tres canciones («Liar In The Glass», «Darling», «The Night Is Tom») de su EP, When The Silence is Broken, The Night Is Tom, que fueron regrabadas tras la partida de su vocalista Lindsey Voght en 2007. Los nombres de algunas canciones fueron cambiados.

## Antecedentes
- Give You My All es otra versión de Beauty Through Broken Glass. La primera versión era un  acústico.
- Into The Night es otra versión de Keeps oxygen pasado de acústico a post-hardcore.
- Only Holding On es otra versión de Our Hearts.
- Liar In The Glass fue regrabado desde el EP, "When The Silence Is Broken, The Night is Tom".
- Darling fue lanzado como sencillo, regrabado desde su EP.

## Listado de canciones
| N.º | Título                       | Duración |  |
| 1.  | «Intro»                      | 1:51     |  |
| 2.  | «Sketch in Black & White»    | 4:01     |  |
| 3.  | «Reach»                      | 4:21     |  |
| 4.  | «Darling»                    | 4:04     |  |
| 5.  | «Violent Kiss»               | 3:40     |  |
| 6.  | «Young Blood Spills Tonight» | 4:28     |  |
| 7.  | «Where We Started»           | 4:31     |  |
| 8.  | «Into the Night»             | 3:18     |  |
| 9.  | «Give You My All»            | 2:35     |  |
| 10. | «Liar In The Glass»          | 3:58     |  |
| 11. | «Only Holding On»            | 4:21     |  |
| 12. | «Behind These Eyes»          | 3:46     |  |

## Posicionamiento
| Listas (2008)   | Mejor posición |
| --------------- | -------------- |
| Top Heatseekers | 29             |

## Créditos
- Alexia Rodriguez - Voz principal, Guitarra rítmica, Guitarra acústica, Piano,  teclado
- Brandon Anderson - Voz principal, Gritos, Guitarra,  teclado, Piano, Sintetizadores
- Anissa Rodriguez - bajo, coro
- Greg Kerwin - Guitarra,  coros
- Caleb Clifton -  batería, Percusión